# Szaso Lazarevszki
Szaso Lazarevszki (macedón: Сашо Лазаревски) (1961. január 6. –) macedón nemzetközi labdarúgó-játékvezető.

## Pályafutása

### Nemzeti játékvezetés
1997-ben lett hazája I. Ligás játékvezetője. Az aktív nemzeti játékvezetéstől 2006-ban vonult vissza.

### Nemzetközi játékvezetés
A Macedón labdarúgó-szövetség Játékvezető Bizottsága (JB) terjesztette fel nemzetközi játékvezetőnek, a Nemzetközi Labdarúgó-szövetség (FIFA) 1995-től tartotta nyilván bírói keretében. Több nemzetek közötti válogatott és klubmérkőzést vezetett. A macedón nemzetközi játékvezetők rangsorában, a világbajnokság-Európa-bajnokság sorrendjében többedmagával a 3. helyet foglalja el 1 találkozó szolgálatával. Az aktív nemzetközi játékvezetéstől 2006-ban a FIFA 45 éves korhatárát elérve búcsúzott. Válogatott mérkőzéseinek száma: 6.

#### Európa-bajnokság
Az európai-labdarúgó torna döntőjéhez vezető úton Belgiumba és Hollandiába a XI., a 2000-es labdarúgó-Európa-bajnokságra az UEFA JB játékvezetőként foglalkoztatta.

##### Selejtező mérkőzés
| Időpont             | Helyszín                    | Mérkőzés típusa           | Mérkőzés                  | Eredmény | Nézők száma |
| ------------------- | --------------------------- | ------------------------- | ------------------------- | -------- | ----------- |
| 1999. szeptember 8. | Üllői úti Stadion, Budapest | előselejtező (7. csoport) | Magyarország–Azerbajdzsán | 3 : 0    | 2 910       |

#### Nemzetközi kupamérkőzések

##### UEFA-kupa
| Időpont             | Helyszín                    | Mérkőzés típusa            | Mérkőzés                            | Eredmény |
| ------------------- | --------------------------- | -------------------------- | ----------------------------------- | -------- |
| 2001. augusztus 23. | Városi Stadion, Dunaújváros | selejtezőkör (2. mérkőzés) | Dunaferr FC–Olimbiakósz Lefkoszíasz | 2 : 4    |
| 2002. augusztus 29. | Círio Stadion, Limassol     | selejtezőkör (2. mérkőzés) | AÉ Lemeszú–Ferencvárosi TC          | 0 : 3    |

## Sportvezetőként
Aktív pályafutását befejezve a FIFA/UEFA JB játékvezető ellenőre lett.

## Magyar vonatkozás
| Időpont           | Helyszín                     | Mérkőzés típusa          | Mérkőzés                         | Eredmény | Nézők száma |
| ----------------- | ---------------------------- | ------------------------ | -------------------------------- | -------- | ----------- |
| 2001. február 28. | Bilino Polje Stadion, Zenica | 748. válogatott mérkőzés | Bosznia-Hercegovina–Magyarország | 1 : 1    | 9 000       |